# 石井茂 (政治家)
石井 茂（いしい しげる、1927年（昭和2年）11月15日 - 2012年（平成24年）9月3日）は、昭和から平成時代の政治家。静岡県三島市長。静岡県議会議長。

## 経歴
三島市出身。1943年（昭和18年）田方商業学校卒業。
1963年（昭和38年）三島市議会議員2期を経て、1975年（昭和50年）静岡県議会議員、1986年（昭和61年）同副議長、1991年（平成3年）議長を経て、1993年（平成5年）三島市長に当選した。1998年（平成10年）11月まで務めた。
2012年（平成24年）9月3日、脳梗塞のため死去した。